# زمین‌لرزه ۱۳۰۷ رزمغان
زمین‌لرزه ایران  در تاریخ ۲۱ اوت ۱۹۲۸ میلادی، برابر با ‎۳۰ مرداد ۱۳۰۷، ساعت ۱۹:۰۱:۰۰ به زمان یوتی‌سی در ایران رخ داد. ژرفای این زلزله ۹ کیلومتر بود. بزرگی آن ۵٫۴ در مقیاس ریشتر اعلام شده‌است. زمین‌لرزه به وقت محلی در روز سه‌شنبه، ساعت ۲۲٫۵ روی داده و منطقه زمانی آن یوتی‌سی +۳٫۵ بوده‌است .
سازمان زمین‌شناسی آمریکا نیز جای این زمین‌لرزه را در مختصات ۳۷°۱۸′شمالی ۵۷°۵۴′شرقی / ۳۷٫۳°شمالی ۵۷٫۹°شرقی و بزرگی آنرا برابر با ۵٫۴ در مقیاس ریشتر اعلام کرده‌است. ژرفای گزارش شده از سوی این سازمان ۹ کیلومتر می‌باشد.
شمار کشتگان زلزله حدود ۱۰ نفر بوده‌است.